# Rymosia tenuivittata
Rymosia tenuivittata är en tvåvingeart som beskrevs av Santos Abreu 1920. Rymosia tenuivittata ingår i släktet Rymosia och familjen svampmyggor.
Artens utbredningsområde är Kanarieöarna. Inga underarter finns listade i Catalogue of Life.